# Woody Allen
Woody Allen, vlastním jménem Allen Stewart Konigsberg (* 30. listopadu 1935 Bronx, New York), je americký filmový režisér, scenárista, spisovatel, dramatik, amatérský klarinetista, herec a komik, čtyřnásobný držitel Oscara, který v uměleckém světě působí více než 50 let.
Jedná se o jednoho z mála amerických filmařů, kteří se dokázali prosadit především jako tvůrci autorských filmů. K tomu, aby se tak stalo, potřeboval široké spektrum různých zájmů a mnoho talentu. Je nejen režisérem, ale i hercem, spisovatelem a v neposlední řadě i jazzmanem a hráčem na klarinet. I přesto, že na Newyorské univerzitě skončil už v prvním semestru, byl hned na to zaměstnán v NBC jako scenárista. Přitom se snažil prosadit jako tvůrce vtipných gagů pro komiky a pro různá vystoupení v nočních podnicích.
V roce 1956 se ve dvaceti letech oženil s Harlene Rosenovou, studentkou filozofie, se kterou se roku 1962 rozvedl. V roce 1966 se zapletl s herečkou z vlastního filmu Banáni Louise Lasserovou, se kterou se o tři roky později rozvedl. Potřetí se oženil roku 1997 s adoptivní dcerou své tehdejší partnerky Mii Farrowové Soon-Yi, se kterou později adoptovali dvě děti.
V programu „The Comedian´s Comedian“ vysílaném v roce 2005 britskou televizí byl zařazen do první padesátky nejlepších komiků a bavičů všech dob, skončil na třetím místě a i to svědčí o jeho velké oblíbenosti u diváků.

## Dětství a studentská léta
Narodil se a vyrostl v New Yorku. Matka Nettie Cherrie pracovala jako účetní v rodinném lahůdkářství a otec Martin Konigsberg pracoval jako rytec drahokamů a číšník.

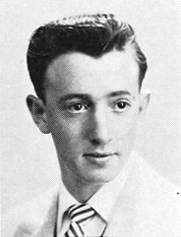
Woody Allen na střední škole, 1953

Rodina byla židovského původu. Jeho prarodiče byli imigranti mluvící jazykem jidiš a německy. Má sestru Letty (narozena 1943), která vyrostla v Midwoodu v Brooklynu. Oba rodiče se narodili a vyrostli na Lower East Side v Manhattanu. Jeho dětství nebylo nikterak šťastné. Rodiče spolu nevycházeli dobře a obzvláště s přísnou temperamentní matkou měl vyhrocený vztah. V dětství mluvil jazykem jidiš. Poté, co navštěvoval osm let židovskou školu, odešel na Public School 99 a na Midwood High School. Kvůli svým zrzavým vlasům dostal přezdívku „Zrzek“. Na studenty udělal dojem se svým neobyčejným talentem v kouzelných a karetních tricích. Třebaže se ve svých filmech často stylizuje jako nešika a společensky neoblíbený tvor, ve skutečnosti byl oblíbený student i obratný hráč basketbalu a baseballu.
Aby si vydělal nějaké peníze, začal psát gagy pro Davida O. Albera, který je prodával novinám. Jak sám řekl, jeho první vtip se objevil ve společenské rubrice novin, kde bylo napsáno: „Woody Allen řekl, že jedl v restauraci, která měla NPO ceny – nad platy občanů.“
V 16 letech jej objevil Milt Kamen, který mu dal se Sidem Caesarem první spisovatelskou práci. Začal si říkat Woody Allen. Byl nadaným bavičem od mládí a později vtipkoval, že když byl mladý, byl poslán na náboženský letní tábor, kde byl "brutálně bitý dětmi všech ras a vyznání".
Po dokončení střední školy šel studovat na Newyorskou univerzitu (NYU) komunikaci a film. Nikdy nebyl moc snaživým studentem, takže ve filmovém kurzu neuspěl a ze školy byl vyloučen. Později také krátce navštěvoval City College of New York.

## Spisovatel komedií a dramatik

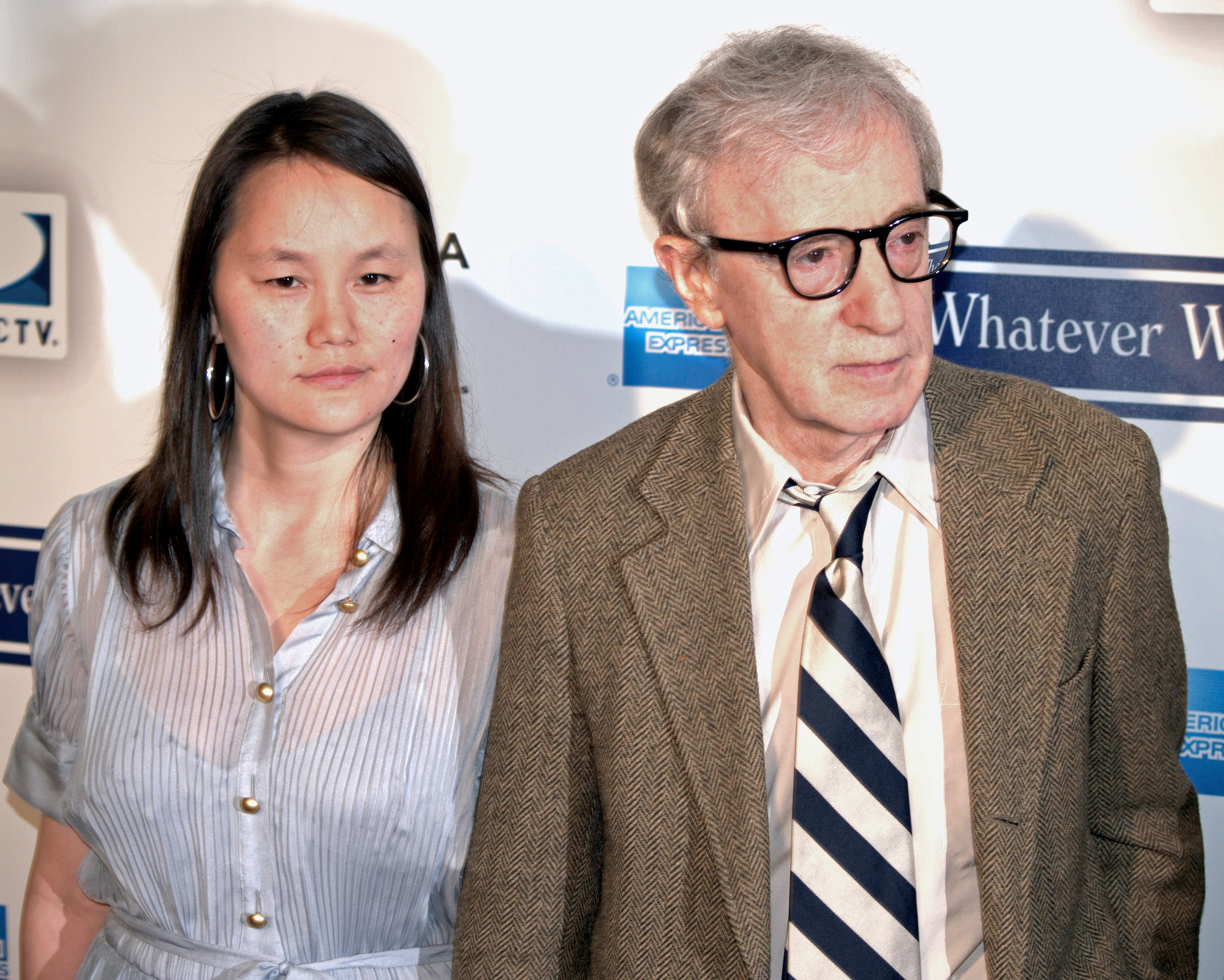
Woody Allen s manželkou Soon-Yi Previn na Filmovém festivalu Tribeca 2009

Po jeho nezdařených startech na NYU a City College se stal spisovatelem na plný úvazek pro Herba Shrinera. Zpočátku vydělával $75 týdně. V 19 letech začal psát texty pro The Ed Sullivan Show, The Tonight Show, Caesar's Hour a další televizní pořady. Než začal pracovat pro Sida Caesara vydělával už $1500 týdně. S Caesarem pracoval po boku Dannyho Simona, který mu pomohl vytvořit svůj vlastní spisovatelský styl.
V roce 1961 začal novou kariéru jako stand-up komik. Poprvé vystoupil v Greenwich Village v klubu Duplex. Ukázky jeho stand-up vystoupení můžete slyšet na albech Standup Comic a Nightclub Years 1964-1968.
Začal psát pro populární televizní show Skrytá kamera (Candid Camera), a v několika dílech se dokonce sám objevil. Allen dokázal změnit svojí slabost v přednost. Vytvořil neurotickou, nervózní a intelektuální personu. Brzy se stal úspěšným komikem a často se objevoval v nočních podnicích a televizi. Byl natolik populární, že se objevil na obálce časopisu Life v roce 1969.
Věnoval se také psaní krátkých povídek pro časopisy (nejvýznamnější The New Yorker). Stal se úspěšným broadwayským dramatikem. Napsal hru Nepijte vodu, která byla uvedena 17. listopadu 1966 a posléze zaznamenala 598 repríz. Ve hře hráli Lou Jacobi, Kay Medford, Anita Gillette a jeho budoucí filmový kolega Anthony Roberts. Filmová adaptace hry režírovaná Howardem Morrisem byla uvedena v roce 1969. V hlavní roli se představil Jackie Gleason. V roce 1994 režíroval a hrál ve třetí verzi pro televizi. V jeho verzi se také objevili Michael J. Fox a Mayim Bialik. Další broadwayský hit Zahraj to znovu, Same nejenom napsal, ale také v něm účinkoval. Hra měla premiéru 12. února 1969 a měla 453 představení. V hlavních rolích se společně s ním představili Diane Keatonová a Anthony Roberts. Allen, Keaton a Roberts si zopakovali svoje role ve filmové verzi hry režírované Herbertem Rossem.
Jde také o výborného autora krátkých povídek a her, které publikoval ve čtyřech knihách – Vyřídit si účty, Bez peří, Vedlejší účinky a Čirá anarchie. Jeho rané povídky jsou velice ovlivněné ztřeštěným humorem S.J. Perelmana.

## Allen a jazz

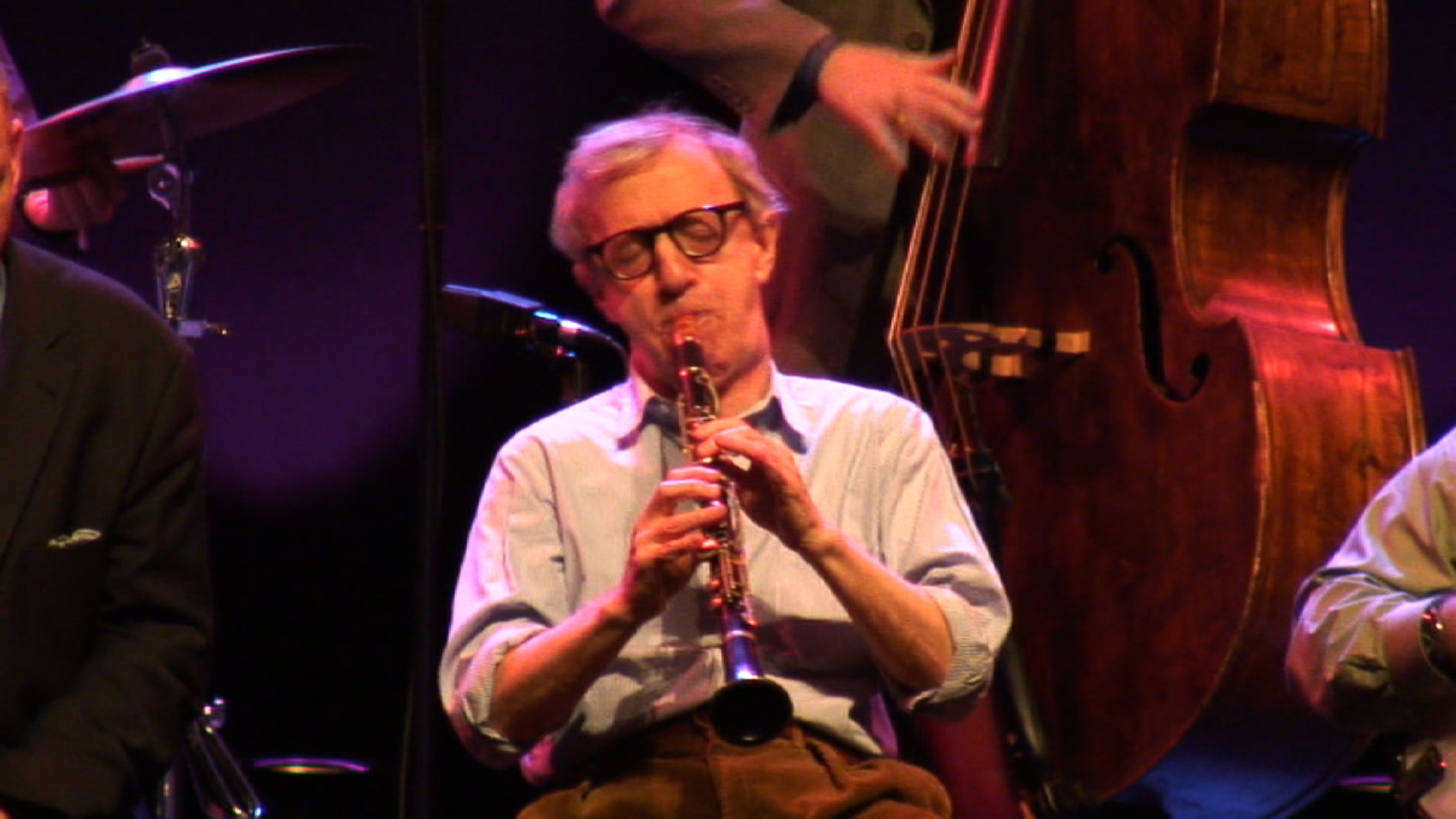
Woody Allen koncertuje s Eddy Davis New Orleans Jazz Band, 2008

Je vášnivým fandou jazzu, který se často vyskytuje v soundtracích k jeho filmům. Sám hraje na klarinet už od mládí a jazz ho dokonce ovlivnil natolik, že si zvolil svůj pseudonym podle slavného klarinetisty Woodyho Hermana. Veřejně vystupuje nejméně od 60. let.
Společně s kapelou New Orleans Jazz Band hraje každý pondělní večer v manhattanském hotelu Carlyle Hotel. Hrají klasický neworleanský jazz začátku 20. století. Dokumentární film Wild Man Blues (režírovaný Barborou Koppleovou) dokumentuje Allenovo evropské turné s jeho kapelou v roce 1996. Kapela vydala dvě CD: The Bunk Project (1993) a soundrtrack k Wild Man Blues (1997). Dne 28. listopadu 2008 vystoupil s kapelou také v Praze v kongresovém centru.

## Dílo

### Filmografie
Jeho filmová tvorba se soustřeďuje především na komedie, ve kterých se také objevují prvky parodie. V jeho filmech se objevuje pro něj typický humor, který se občas dostává až na hranici podbízivosti. Častým tématem jeho parodií je komercializace sexu, v některých jeho filmech lze nalézt autobiografické prvky. V roce 1965 hrál a byl scenáristou filmu Co je nového, kočičko?

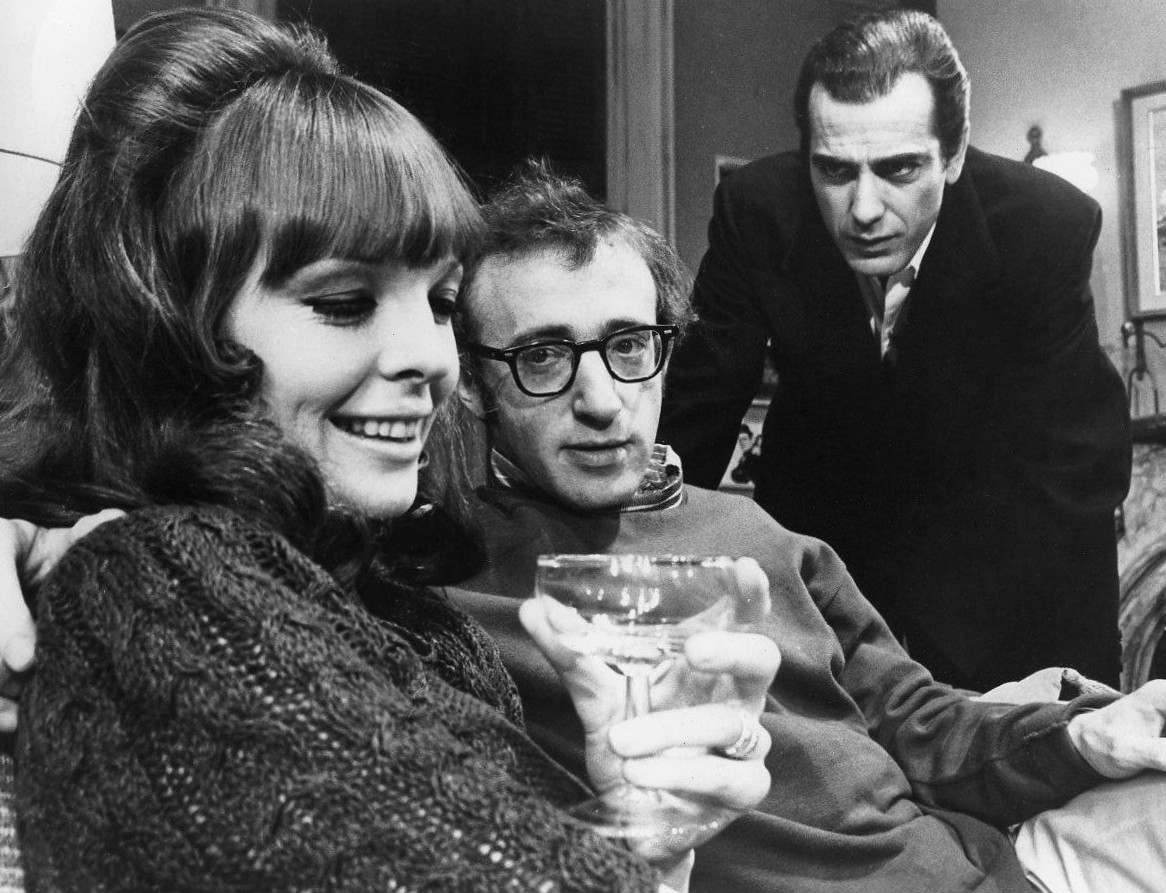
Diane Keatonová, Woody Allen a Jerry Lacy v Allenově broadwayské hře Play It Again, Sam

Jako režisér debutoval nízkorozpočtovým japonským špionážním thrillerem What's Up, Tiger Lily, který je natočený s anglickými dialogy a předabovaný americkými herci. Následovala práce pro televizi, kde napsal a zrežíroval film Seber prachy a zmiz, kde si i sám zahrál. Tento film byl jakousi parodií na gangsterské filmy. Ve filmu Banáni, kde si jednu malou roli zahrál i Sylvester Stallone, Woody trefně využívá prvky politické satiry a poukazuje na dění v Jižní Americe. O rok později (1972) si bere na mušku „sexuální revoluci“ a to ve filmu, jehož název vystihuje téměř vše – Všechno, co jste kdy chtěli vědět o sexu (ale báli jste se zeptat). Tento povídkový snímek je stavěný především na dobrém situačním humoru. V následujícím období, které bychom mohli odvážně nazvat i obdobím filmů s Diane Keatonovou – Woody natočil filmy Spáč a Láska a smrt, který obzvlášť signalizuje jeho vysoké ambice a touhu být považován za seriózního filmového tvůrce.
Film Annie Hallová (1977), který je mnoha kritiky i diváky označovaný za Allenův nejlepší, získal čtyři Oscary. Samotný Woody si mohl převzít dvě sošky – za nejlepší režii a nejlepší scénář, který napsal společně s Marshallem Brickmanem, a to se ještě k tomu mohl těšit z nominace za nejlepší mužský herecký výkon v hlavní roli. Na slavnosti se však neobjevil. Tematicky navázal Woody na Annie Hallovou černobílým filmem Manhattan, jehož atmosféru skvěle dotváří Gerswinova hudba a na kterém scenáristicky pracoval opět v týmu s Marshallem Brickmanem. Manhattan je vlastně osobním vyznáním lásky Woody Allena městu New York. Film získal už „jen“ dvě oscarové nominace, ale to na jeho kvalitě určitě neubírá.

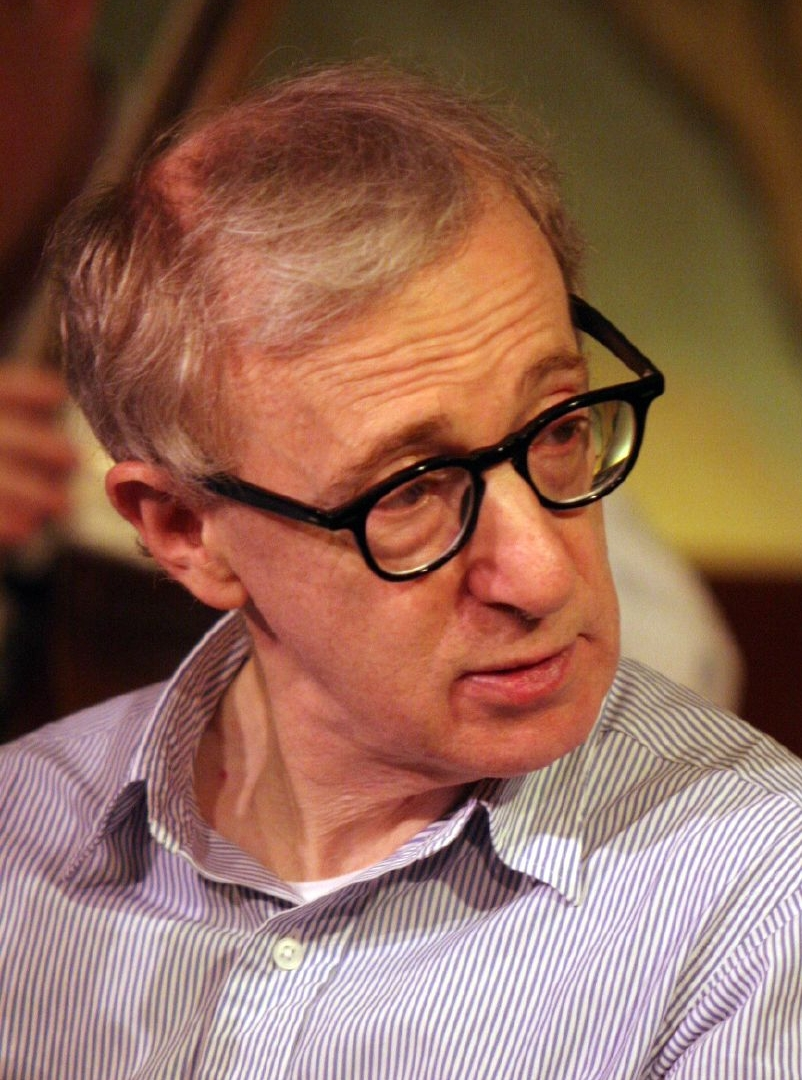
Woody Allen, 2006

Osmdesátá léta pro něj byla plodným filmovým obdobím – co rok, to nový film – a v tomto období do svých filmů obsazoval v hlavní roli především herečku Miu Farrow, se kterou navázal bližší vztah. Ten trval několik let, ale nikdy neskončil manželstvím. Pár ale adoptoval dvě děti a měli i jedno vlastní. V tomto období točil komedie, které si ale zachovávaly i filozofický podtext, např. Vzpomínky na hvězdný prach a September, které byly ovlivněny hlavně tvorbou evropských filmových režisérů jako Federico Fellini a Ingmar Bergman.
V roce 1992 natočil film Stíny a mlha, který je poctou Fritzovi Langovi, G.W. Pabstovi a F.W. Murnauovi a vůbec vzdává hold celému německému expresionismu. V druhé polovině devadesátých let se Woody věnuje lehčímu a méně vážnému žánru jako například Všichni říkají: Miluju tě nebo v komedii Mocná Afrodité, jejíž představitelka Mira Sorvino za vedlejší roli získala Oscara.
V novém století není nic dlužen své pověsti a rok co rok natáčí nové filmy, ve kterých dostává šanci i mladší generace herců, jako například Jason Biggs, Christina Ricci ve filmu Cokoliv nebo Scarlett Johanssonová ve filmu Match Point, který se natáčel v Anglii. V květnu 2008 měl na filmovém festivalu v Cannes premiéru film Vicky Cristina Barcelona. V tomto dramatu se objevil Javier Bardem po boku Johanssonové a Penélope Cruzové, která za roli Maríe Eleny obdržela Oscara a cenu BAFTA pro nejlepší herečku ve vedlejší roli.
V září 2022 měl v rozhovoru pro španělský list La Vanguardia uvést, že již neplánuje vytvářet další filmy a přesune se k psaní knih. Jeho posledním filmem má být snímek s názvem Wasp 22. Později byla ale zpráva popřena režisérovým mluvčím.

#### Povídkové knihy
- 1971 Vyřídit si účty, česky 1997
- 1975 Bez peří, česky 1995
- 1980 Vedlejší příznaky, česky 1985
- 2007 Čirá anarchie, česky 2007

### Dramata
- 1966 Nepijte vodu
- 1969 Zahraj to znovu, Same
- 1975 Bůh – jednoaktovka
- 1975 Smrt – jednoaktovka
- 1982 The Floating Light Bulb
- 1982 Central Park West – jednoaktovka
- 1995 Old Sybrook – jednoaktovka
- 1995 Riverside Drive – jednoaktovka
- 2004 A Second Hand Memory